# Tràng Tiền (phường)
Tràng Tiền là một phường thuộc quận Hoàn Kiếm, thành phố Hà Nội, Việt Nam.
Phường Tràng Tiền có diện tích 0,38 km², dân số năm 1999 là 6.734 người, mật độ dân số đạt 17.721 người/km².